# パウル・フォン・オーベルシュタイン
パウル・フォン・オーベルシュタイン（Paul von Oberstein）は、田中芳樹のSF小説（スペース・オペラ）『銀河英雄伝説』の登場人物。銀河帝国側の主要人物。
作中での呼称は「オーベルシュタイン」。

## 概要
ローエングラム陣営の主要軍人の一人。ラインハルトの参謀役（戴冠後は軍務尚書）で、主に軍略・政略面を務める。効率・能率を優先させ、目的達成のためには人道や倫理を軽視する冷徹な人物。策謀家であるが、そこに私心はなく、ラインハルトの偉業に大きく貢献していく。しかし、いわゆる「軍事ロマン主義者」が多いローエングラム陣営においては極めて異端であり、同僚の主要提督達から嫌われている。そのため、実力・実績は認められていても、何か策謀の気配があれば疑われるということもある。その冷徹さと正しさから作中では「ドライアイスの剣」、「正論だけを文章として彫りこんだ、永久凍土上の石板」（ヒルダ）、「劇薬」（ロイエンタールもしくはミッターマイヤー）、「絶対零度の剃刀」（シェーンコップ）などと呼ばれる。 
本編での初登場はアスターテ会戦後のラインハルトの元帥就任式（第1巻）。時系列上の初登場は外伝1巻中盤においてオーベルシュタインと思わしき人物が登場する（劇場版第1作では第4次ティアマト会戦に登場）。帝国側の主要人物として第1巻から登場し、最終盤のラインハルトの崩御の直前に地球教のテロで亡くなるなど、本編の全編にわたって作中の様々な重要エピソードに関わる。ただし、本編以前を扱った外伝においては、帝国の主要人物の中でヒルダと共にラインハルトやキルヒアイスと接点がなく、上記の通り、オーベルシュタインと思わしき人物が外伝1巻に端役としてわずかに登場するのみで明確には登場しない。

## 略歴
帝国暦452年5月5日生まれ（道原かつみのコミック版に拠る。この誕生日は作者の田中芳樹自身が「オーベルシュタインにもっとも相応しくない日（子供の日）」とし選んだ）。時系列上の明確な初登場は帝国暦487年、ラインハルトの元帥叙任式でのことで、当時の階級は大佐、統帥本部情報処理課よりイゼルローン要塞駐留艦隊幕僚への転属直前である。ただし帝国暦486年のクロプシュトック事件後始末の際、ミュッケンベルガー元帥の次席副官として特徴が一致する人物（名は呼ばれない）が登場し、情報処理課に転属させられている。
イゼルローン要塞異動後、帝国暦487年5月の第7次イゼルローン攻防戦において、2度ヤンの作戦を見抜いて駐留艦隊司令官ゼークト大将に進言するも受け入れられず、ゼークトを見限り単身脱出する（その後、艦隊は殲滅される）。敵前逃亡にあたるため処罰されることになったが、有能な参謀の必要を感じていたラインハルトに自らを売り込んで助命され、ラインハルト麾下の参謀となる。同年8月、同盟軍の帝国領侵攻が起きると、ラインハルトによる迎撃作戦にあたり焦土作戦を実施し、同盟軍に大打撃を与える。この功績によるラインハルトの宇宙艦隊司令長官昇格にあわせ、中将に昇進して宇宙艦隊総参謀長とローエングラム元帥府事務長を兼任する。
翌年のリップシュタット戦役では、捕虜とした門閥貴族側のオフレッサー上級大将をあえて送り返す策で門閥貴族側を疑心暗鬼にさせたり、ヴェスターラントの惨劇を黙認するよう進言し、比較的早期に門閥貴族の鎮圧を成し遂げさせる。一方で、キルヒアイスの死の遠因を作ることになるが、それを逆用してラインハルトの政敵である帝国宰相リヒテンラーデを失脚させる。リップシュタット戦役後にラインハルトが帝国の実権を握ると一挙に上級大将に昇進し、宇宙艦隊総参謀長在任のまま統帥本部総長代理を兼務。
やがてバーラトの和約後にラインハルトが皇帝となると、帝国元帥に昇進、軍務尚書に任ぜられる。以後も権謀術数を駆使して、ローエングラム王朝の影の部分に貢献することとなる。同盟駐在高等弁務官レンネンカンプを唆してヤンの謀殺を企図し、結果として同盟の早期崩壊を招かせた。そしてロイエンタールの叛乱が終結した後の新帝国暦3年には、混乱するハイネセンの収拾のため自らハイネセンに赴いて執政し、「オーベルシュタインの草刈り」と呼ばれる大規模な政治弾圧を断行する。これは軍内の軋轢やラグプール刑務所での暴動事件を引き起こすに至り、ラインハルトが乗り出したことで終結する。
主君ラインハルトが死去した新帝国暦3年7月26日、地球教徒の残党を殲滅するため病床のラインハルトを囮にする策で彼らの爆弾テロの標的となって重傷を負い、そのまま息を引き取る。その死は、計算ずくの殉死とも、完全な誤算ともとれるが真偽は明かされない。40歳没。

## 能力
マキャヴェリズムの体現者として、下記に挙げるように目的の達成のためには手段を選ばない策を立案、実行する。（特に軍務尚書就任後は）軍略以外にもローエングラム王朝における諜報活動全般を担い、倫理を問わなければ、その手段と目的は常に理に適っている。なお、政略や戦略面を本領とし、戦術面で助言することは少ない。
彼が関与した策の代表的な例を挙げる。
同盟軍の帝国領侵攻に対する焦土作戦
この作戦によって補給が限界に達した同盟軍は支配地から物資を奪うに至り、支配地の帝国臣民に同盟軍に対する反感を植えつけることに成功する。続く帝国軍の大規模攻勢によって最終的に侵攻した同盟軍の約7割（当時の同盟軍全体の4割）を失わせ、後の同盟の滅亡を決定付ける。
オフレッサー上級大将の生け捕りと無傷解放
勇猛な戦士として有名なオフレッサーをあえて生け捕りにさせ、彼の部下達は公開銃殺した上で、彼だけをガイエスブルクへ帰還させる。結果として裏切ったと疑われたオフレッサーは門閥貴族派に殺害される。これは反ラインハルトの急先鋒であったオフレッサーさえも裏切ったとして貴族間の相互不信の引き金を引かせ、また切り崩し工作を始める呼び水とする。
ヴェスターラント虐殺の黙認
門閥貴族盟主ブラウンシュヴァイク公が命じた核攻撃によるヴェスターラント200万人虐殺を事前に察知したが、あえて阻止せず実行させることで帝国臣民に門閥貴族派への強い反感を抱かせる。これによって門閥貴族派の戦線維持が難しくなり、結果として戦役を3ヶ月早く終わらせ、1000万人の命が失われずに済んだとする。
オーベルシュタインの草刈り
旧同盟領の要人を政治犯・思想犯として逮捕・拘禁することで人質とし、ユリアン率いるイゼルローン革命軍が出頭命令に応じざるを得ない状況に追い込む。この目論見はその後のラグプール刑務所での暴動で多くの政治犯が死傷したことで失敗したが、ユリアンはその後のラインハルトの恩赦により皇帝への好意的評価を得ることまで目的だったのではないかと推察している。
政略・軍略での活躍の一方、戦術面で彼が活躍するシーンはない（そもそも稀代の戦術家であるラインハルトは、戦術の立案において参謀を必要としていない）。作中でも「戦略・政略面では優秀だが実戦ではラインハルトに及ばない」と評価されている。しかし、宇宙暦796年のヤンのイゼルローン攻略戦において、彼の狙いを唯一見抜いていたなど、全く疎いわけではない。
後述の通り、人柄は嫌われていたが、極端な正論家でもあるためラインハルトから「オーベルシュタインを好いたことは一度もないが、結果として彼の意見を最も聞いてきた」と評される。

## 人物
長身で黒っぽい頭髪には若白髪が目立つ人物で、生来の視覚障害者であり光コンピューター制御の義眼を使用する（この義眼の性能によって晴眼者に近い視覚を持つ）。上記の通り、有能で職務に忠実であるが、性格は冷静かつ冷徹で徹底的な合理主義者、万事感情を表す事がないとして敵味方問わず知られる。ルドルフの治世下であれば、その生まれつきの視覚障害により劣悪遺伝子排除法によって処断されていただろうとしてゴールデンバウム王朝を憎み、それを打倒する存在としてラインハルトに自らの能力を捧げようとする。
ヴェスターラント虐殺の遺族がラインハルトを弾劾した時には敢えて立ち塞がり、責任の所在とテロの標的は自分だと発言するなど、自らを犠牲にしてラインハルトを擁護しようとする事がある。OVA版及びコミック版においてはアンスバッハによるラインハルト暗殺未遂の際にラインハルトの前に立ちはだかって庇う描写も存在する。
他方、他の諸将とは異なりラインハルトの政策に度々異を唱え、時には明確に批判することも辞さなかった。中でも回廊の戦いについては「皇帝が個人的な誇りのために、将兵を無為に死なせてよいという法がどこにある」と辛辣に非難している。ラインハルトも自身の存在が王朝の利益と背反する時は、オーベルシュタインはラインハルトを廃立するであろうと半ば冗談交じりに述べている。実際、ラインハルトの崩御が間近に迫った状況では、ラインハルト自身を囮として地球教団の実戦部隊を呼び寄せるという策略を実行している。
とかく倫理や人間感情を問わずに正論と合理主義で周りを説き伏せるために、ビッテンフェルトを代表として同僚らから嫌われ、基本的に公平なキルヒアイスやミッターマイヤーからも嫌悪感を抱かれる。特に「ナンバー2不要論」は結果としてキルヒアイスの死を招き、その評価に後々まで尾を引いた。ただ、有効な策であれば自分を囮にすることも厭わず、ヴェスターラントの遺族にラインハルトが狙われた際にも自らが元凶だと進み出るなど、そこに私心はない（ただし、私心がないこと自体を武器に使っているとも非難される）。こうしたオーベルシュタインの態度について、副官のフェルナーは、諸将の反感・敵意・憎悪を彼の一身に集中させることでラインハルトの楯となろうとしていると推測している。
また、万事感情を表す事がないと同時に、作中で彼の内心が明かされないために、何を考えているのか不明で、基本はフェルナーなどの周りの人物の推測という形で読者に提示される。例外的にロイエンタールの叛乱については、彼が叛乱を決意した心理についての推論をフェルナーに話し、本人としてもいつもと異なる行動だったために、「口数が多くなった」と自嘲している。
独身で私生活もほとんど明かされておらず、ラーベナルトという名の執事の夫婦と暮らしていることが記載される程度である。数少ない人間的なエピソードとして元帥府に登庁した際、後を付いてきたダルマチアン種の老犬をそのまま引き取り飼い始めたというものがあり、老犬故に柔らかく煮た鶏肉しか食べないためにオーベルシュタイン自身が夜な夜な肉屋に鶏肉を買いに行くところをミュラーが見たという。また、最期に遺言を残す際にも、遺言書の場所などを実務的に述べた後に、老い先短い愛犬の世話のことを言い残している。

## 演じた人物
アニメ
- 塩沢兼人

塩沢は1994年に収録されたアニメ版のインタビュー映像で、オーベルシュタインを演じるにあたっては、常に他人に何を考えているのか悟られないようなキャラであるという部分に気をつけて、高揚したしゃべり方は避けるように演じていたと語っている。またオーベルシュタインについて「犬しか友達の居ない寂しい男」と評している。
またプロデューサーの田原正利によれば、原作者である田中芳樹は最初のアニメ化『わが征くは星の大海』でのキャスティング表を見た際、開口一番「オーベルシュタインが塩沢さんというのはわかりますねぇ」と発言したが、当の塩沢は劇中にオーベルシュタインがほとんど登場しないため、自分が登用された意図を計りかねていたという。
- 諏訪部順一（Die Neue These）

舞台
- 貴水博之 （「銀河英雄伝説 第一章 銀河帝国篇」、2011年上演～「銀河英雄伝説 第四章 後篇 激突」、2014年上演）
- 悠未ひろ （宝塚歌劇宙組公演「銀河英雄伝説@TAKARAZUKA」、2012年上演）
- 七海ひろき （宝塚歌劇宙組公演「銀河英雄伝説@TAKARAZUKA 博多座」、2013年上演）

## その他
セガサターン版ゲームでは彼を登用するかどうか選択するイベントが発生するが、この選択によって、その後の展開が大きく左右される。